# الوكالة الوطنية للتعافي من حرائق الغابات
الوكالة الوطنية للتعافي من حرائق الغابات (بالإنجليزية: National Bushfire Recovery Agency) هي وكالة حكومية أسترالية أنشئت لمساعدة المتضررين من حرائق الغابات. تم الإعلان عن إنشاء الوكالة من قبل سكوت موريسون رئيس وزراء أستراليا في 5 يناير 2020 خلال موسم حرائق الغابات 2019-20 وبعد بعض أسوأ آثار الحرائق خلال ذلك الموسم. ومن المقرر أن تستمر لمدة عامين بتمويل 2 مليار دولار. تهدف الوكالة إلى تقديم المساعدة والدعم للأشخاص الذين فقدوا منازلهم وأعمالهم نتيجة للحرائق. يرأس الوكالة أندرو كولفين وهو مفوض سابق للشرطة الفيدرالية الأسترالية.